# 康贝尔纳
康贝尔纳（法語：Cambernard，法語發音：[kɑ̃bɛʁnaʁ]）是法国上加龙省的一个市镇，属于米雷区。

## 地理
康贝尔纳（43°28'29"N, 1°10'47"E）面积8.48 平方千米，位于法国奧克西塔尼大區上加龙省，该省份为法国西南部内陆省份，西南端与西班牙接壤，自此顺时针与上比利牛斯省、热尔省、塔恩-加龙省、塔恩省、奥德省和阿列日省接壤。
与康贝尔纳接壤的市镇（或旧市镇、城区）包括：圣利斯、莱尔姆、普沙拉梅、滨河圣克拉尔、圣富瓦-德佩罗利耶尔。

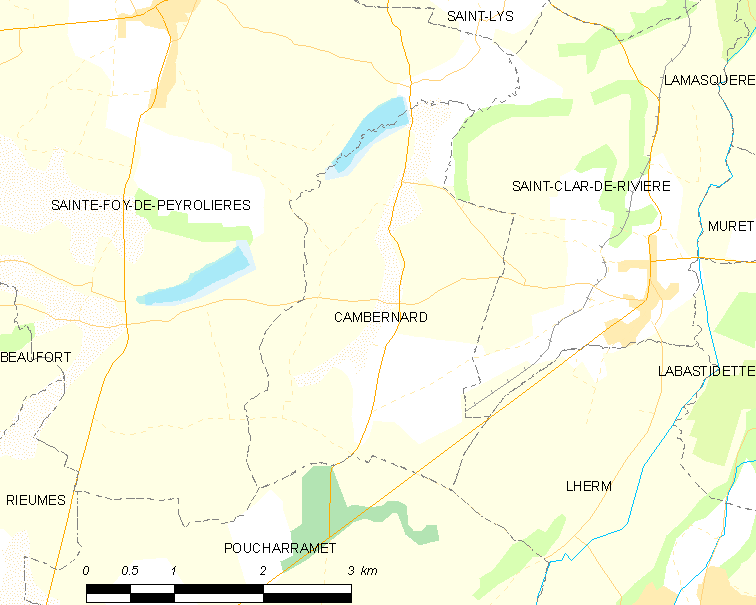
康贝尔纳的OSM定位图

康贝尔纳的时区为UTC+01:00、UTC+02:00（夏令时）。

## 行政
康贝尔纳的邮政编码为31470，INSEE市镇编码为31101。

## 政治
康贝尔纳所属的省级选区为卡泽尔县。

## 人口

1962-2008年间康贝尔纳人口变化图示

康贝尔纳于2022年1月1日时的人口数量为496人。